# Александровск (Иркутская область)
Александровск — село в Аларском районе Усть-Ордынского Бурятского округа Иркутской области. Административный центр муниципального образования «Александровск».

## География
Расположено в 10 км к западу от районного центра — посёлка Кутулик в 576 метров над уровнем моря.

## Внутреннее деление
Состоит из 4 улиц:
- 40 лет Победы
- Нижняя
- Центральная
- Школьная

## История
Название села произошло от фамилии землемера Александрова, которому было поручено отмерять земельные наделы на переселенческом участке. 
Дата образования села, по одной из версий - 1901 год. Некий Коробовник, проживавший в селе Александровск установил столб с надписью «1901» недалеко от места автобусной остановки. Впоследствии этот столб был перенесен на улицу Нижняя и использован как строительный материал. 
Одни из первых переселенцев, была семья Цишковских. Было это в 1905 году. Поселились сначала в районе озера, затем, недалеко от улуса Шапашалтуй, и лишь потом построили дома в Александровске. 
Село развивалось, отстраивалось, приезжали новые переселенцы. В основном это были выходцы из Домбровского угольного бассейна.  
В селе был свой музыкальный ансамбль, состоявший в основном из членов семьи Блащик, без которого не обходилось ни одно деревенское мероприятие: будь то родины, крестины или свадьба. 
Жители общались на родном польском языке, пели песни, соблюдали народные традиции и обряды. 
В 1912 году на участке Александровский насчитывался 41 двор.  
В 1921 году под руководством учителя Кредитского началась коллективизация.  
В этом же году была образована коммуна на добровольных началах. Её председателем был выбран Чернокульский Марьян Феликсович.  
В 1930 году коммуну преобразовали в колхоз имени Дзержинского. В это время хозяйство стремительно развивалось. 
Колхозники добились высоких показателей в растениеводстве, животноводстве, было налажено производство растительного масла из жабрея и рыжика, повысилось благосостояние колхозников.  
Решался кадровый вопрос: людей отправляли учиться на курсы доярок, трактористов, шоферов, пчеловодов. 
В период с 1930 года по 1941 год колхоз добился высоких результатов и стал одним из передовых хозяйств района. Люди трудились добросовестно, жили в достатке. 
Во время Великой Отечественной войны все трудоспособные мужчины ушли на фронт, в селе остались старики преклонного возраста, женщины, подростки и дети. Дисциплина в колхозе была военная, все работали героически. Женщины и подростки осваивали мужские профессии. 
Цишковская Зузанна Вацлавна одна из первых женщин освоила профессию тракториста, всю войну проработала на тракторе. 
Станишевская (Кравец) Евгения Ивановна(Яновна) во время Великой Отечественной войны работала в Кутуликской МТС (Машинно-тракторная станция) шофёром на грузовике, а во время уборки урожая пересаживалась на комбайн и убирала хлеб.  
Шехов Виктор Андреевич, Борыко Николай Афанасьевич и многие другие подростки работали в поле, пахали на быках, трудились на лесозаготовках наравне со взрослыми. Работали не жалея сил, приближая Победу. И после окончания войны, восстанавливали хозяйство, наращивали производство мяса, молока, увеличивали урожай зерновых культур. 
             По окончании Великой Отечественной войны, в село переехали переселенцы из Белоруссии и Брянской области. 
- 01.03.1961 года колхоз имени Дзержинского, по программе укрупнения хозяйств, соединили с зерносовхозом «Аларский». Деревня Угольное стала отделением № 8, Александровск отделением № 9 зерносовхоза «Аларский». 
- 1.06.1964 года за счёт разукрупнения зернового совхоза «Аларский» был создан птицесовхоз «Кутуликский». В совхоз входили населённые пункты: Александровск, Угольный, Шапшалтуй; 
- 30.05.1975 года птицесовхоз был отнесён к Иркутскому тресту «Птицепром». Основным видом деятельности являлось птицеводчество, вспомогательным растеневодство и животноводство; 
-в 1981 году в состав хозяйства вошла бригада п.Забитуй; 
- 29.12.1991 года на базе птицесовхоза «Кутуликский» создано государственное птицеводческое предприятие «Александровское»; 
С 1994 года в связи с перестройкой, Государственное птицеводческое предприятие «Александровское» стремительно начало приходить в упадок.  
Менялись руководители, уезжали из села люди в поисках работы и лучшей жизни. 
- 15.07.2007 года хозяйство объявило себя банкротом и прекратило своё существование. 
- на 01.01.2021 года на территории МО Александровск зарегистрировано четыре фермерских хозяйства. 
Функционирует школа, берущая свою историю с 1914 года. Тогда это была начальная школа, где изучали русский, польский, а также английский и немецкий языки (последние добровольно). В 1916 году была открыта новая школа. Одним из первых учителей там был товарищ Кредитский, который позже руководил коллективизацией. В связи с развитием птицесовхоза «Кутуликский» появилась возможность реорганизации начальной школы в восьмилетнюю. В конце 1973 года Птицепромом были выделены деньги на строительство новой школы, которая была открыта 1 сентября 1976 года.
В Александровске имеется и дом культуры, где регулярно проводятся различные выставки, празднуются праздники.
5 октября 2013 года в селе было закончено строительство православного храма, которое было начато по инициативе местных жителей в количестве 22 человек, а также был освящён крест. В строительстве принимали участие не только профессиональные строители, но и многие жители села.

### Туризм
В Александровске располагается туристическая база «Благодатное Имение».

## Население
| 2002 | 2010 | 2011 | 2012 |
| ---- | ---- | ---- | ---- |
| 598  | ↘497 | ↘495 | ↘477 |

### Национальный состав
Согласно официальным данным, в Аларском районе проживает 85 белорусов, многие из них — в селе Александровск.